# Adela de Champagne
Adela de Champagne (în franceză: Adèle) (n. cca. 1140 – d. 4 iunie 1206), cunoscută și ca Adelaide sau Alix, a fost cea de a treia soție a regelui Ludovic al VII-lea al Franței.
Adela a fost fiica contelui Theobald al II-lea de Champagne cu Matilda de Carinthia.
Căsătoria cu regele Ludovic al VII-lea al Franței (a treia căsătorie a regelui) a avut loc în noiembrie 1160, la doar cinci săptămâni după ce fosta regină, Constanța de Castilia, murise în timpul unei nașteri. Adela a fost singura care i-a oferit lui Ludovic un urmaș masculin, viitorul rege Filip al II-lea August.
Adela a fost activă în viața politică a regatului Franței, alături de frații ei Henric I de Champagne, Theobald al V-lea de Blois și Guillaume cu Mâinile Albe, arhiepiscop de Reims. Henric și Theobald s-au căsătorit cu fiice ale lui Ludovic al VII-lea, avute cu prima sa soție, Eleanor de Aquitania. Atât Adela, cât și frații săi și-au simțit pozițiile amenințate atunci când moștenitoarea comitatului de Artois, Elisabeta de Hainaut s-a căsătorit cu fiul Adelei, regele Filip al II-lea, întărind astfel pozițiile contelui Balduin al V-lea de Hainaut. Adela a format o alianță cu ducele Hugue al III-lea de Burgundia și cu contele Filip I de Flandra și chiar a căutat să îl atragă și pe împăratul Frederic I Barbarossa. Războiul a izbucnit în 1181, iar relațiile au avut atât de rău încât Filip August a încercat să divorțeze de Elisabeta în 1184.
Deși puterea sa a început să decadă odată cu majoratul lui Filip August în 1180, Adela a activat ca regent al regatului din 1190, atunci când Filip al II-lea August a plecat pentru a participa la Cruciada a treia. Ea a revenit în culise atunci când fiul ei s-a întors în 1192, însă a continuat să se implice în întemeierea de numeroase abații.
Adela a murit în 4 iunie 1206 și a fost înmormântată în biserica abației Pontigny, în apropiere de Auxerre.
Adela a avut doi copii cu regele Ludovic al VII-lea al Franței:
- Dieudonné, viitorul Filip August (n. 21 august 1165)
- Agnes a Franței (n. 1171 – d. după 1207), viitoare soție a împăratului Alexios al II-lea al Bizanțului